# Krzysztof Czaplewski
Krzysztof Czaplewski (ur. 4 września 1965) – emerytowany oficer polskiej Marynarki Wojennej w stopniu komandora, doktor habilitowany nauk technicznych, profesor nadzwyczajny Akademii Marynarki Wojennej i Dolnośląskiej Szkoły Wyższej we Wrocławiu, w latach 2007–2010 Dziekan Wydziału Nawigacji i Uzbrojenia Okrętowego Akademii Marynarki Wojennej, odznaczony Srebrnym Krzyżem Zasługi. W latach 2012–2015 był przewodniczącym European Group of Institutes of Navigation.

## Służba wojskowa
Krzysztof Czaplewski urodził się 4 września 1965. Jest absolwentem Wydziału Nawigacji i Uzbrojenia Okrętowego Akademii Marynarki Wojennej im. Bohaterów Westerplatte w Gdyni. W okresie od 1991 do 1993 służył w 13 dywizjonie trałowców 9. Flotylli Obrony Wybrzeża w Helu, zajmując stanowiska dowódcy działu okrętowego i zastępcy dowódcy okrętu. Następnie rozpoczął pracę naukowo-dydaktyczną w Akademii Marynarki Wojennej. W 2005 zastąpił kmdr. dra hab. inż. Wiesława Kicińskiego, prof. nadzw. Akademii Marynarki Wojennej na stanowisku zastępcy komendanta – prodziekana Wydziału Nawigacji i Uzbrojenia Okrętowego. W 2007 wyznaczono go komendantem-dziekanem Wydziału Nawigacji i Uzbrojenia Okrętowego Akademii Marynarki Wojennej. 30 listopada 2010 roku zakończył służbę wojskową, i zarazem pracę na stanowisku Dziekana Wydziału Nawigacji i Uzbrojenia Okrętowego. Aktualnie pracuje na stanowisku Profesora nadzwyczajnego w Akademii Marynarki Wojennej (Instytut nawigacji i Hydrografii Morskiej) i w Dolnośląskiej Szkole Wyższej (Instytut Geodezji).
W 2006 decyzją ministra nauki i szkolnictwa wyższego otrzymał Medal Komisji Edukacji Narodowej, natomiast postanowieniem prezydenta RP został odznaczony Srebrnym Krzyżem Zasługi. W 2010 roku uhonorowany Złotym Krzyżem Związku Piłsudczyków RP.

## Praca naukowa
Od 1993 pracuje w Instytucie Nawigacji i Hydrografii Morskiej Akademii Marynarki Wojennej, początkowo na stanowisku starszego asystenta. Po obronie w lutym 2000 rozprawy doktorskiej na temat "Optymalizacja systemu nawigacyjnego działającego w oparciu o iloraz odległości" (wyróżniona nagrodą rektorską) został wyznaczony na stanowisko adiunkta. W maju 2005 pomyślnie zdał kolokwium habilitacyjne przed Radą Wydziału Geodezji i Gospodarki Przestrzennej Uniwersytetu Warmińsko-Mazurskiego w Olsztynie. Rozprawa habilitacyjna zatytułowana była „Positioning with Interactive Navigational Structures Implementation” i została wyróżniona w 2006 przez ministra transportu i budownictwa w konkursie na najlepszą pracę habilitacyjną w dyscyplinie geodezja i kartografia. Opublikowano ją w Annual of Navigation no 7/2004. Od września 2006 jest profesorem nadzwyczajnym w Instytucie Nawigacji i Hydrografii Morskiej.
Jest specjalistą w zakresie nawigacji klasycznej. Zajmuje się zagadnieniami związanymi z problemami automatyzacji procesu nawigacji i projektowania systemów optycznego oznakowania nawigacyjnego. Był kierownikiem i członkiem zespołów badawczych ponad dwudziestu prac naukowo-badawczych realizowanych dla potrzeb ministra właściwego dla szkolnictwa wyższego oraz administracji morskiej. Brał udział w pracach związanych z wystawieniem polskiego systemu DGPS, modernizacją systemu optycznego oznakowania nawigacyjnego Zatoki Puckiej i Zalewu Wiślanego. Był członkiem zespołu naukowego projektu "Modernizacja infrastruktury niezbędnej do wyznaczania linii podstawowej morza terytorialnego" i jest współautorem metodyki wyznaczania linii podstawowej i brzegowej z wykorzystaniem systemu GPS-RTK. W Akademii Marynarki Wojennej prowadzi zajęcia z nawigacji morskiej, metod analizy danych nawigacyjnych, nawigacyjno-hydrograficznego zabezpieczenia oraz oznakowania nawigacyjnego. Jest autorem lub współautorem ponad 100 książek, artykułów, referatów, ekspertyz i opracowań naukowo badawczych opublikowanych w 10 krajach Afryki, Azji i Europy.

## Odznaczenia
- Złoty Krzyż Zasługi Związku Piłsudczyków RP (2010)
- Srebrny Krzyż Zasługi (2006)
- Srebrny Medal „Siły Zbrojne w Służbie Ojczyzny” (2005)
- Brązowy Medal „Siły Zbrojne w Służbie Ojczyzny” (1998)
- Złoty Medal „Za Zasługi dla Obronności Kraju” (2009)
- Srebrny Medal „Za Zasługi dla Obronności Kraju” (2004)
- Brązowy Medal „Za zasługi dla obronności kraju” (1999)
- Medal Komisji Edukacji Narodowej (2006)

## Publikacje
- Krzysztof Czaplewski, Tadeusz Dąbrowski. "Locja morska." Wydawnictwo Akademii Marynarki Wojennej. Gdynia 1998.
- Kazimierz Bielecki, Krzysztof Czaplewski, Andrzej Warchhold. "Latarnie morskie na wybrzeżu polskim." Wydawnictwo Adam Marszałek. Toruń 1998.
- Krzysztof Czaplewski, Cezary Specht. "Territorial Determination of Base and Coast Lines by GPS Total Station." Nawigacja i Gidrografia 14/2002. Sankt Petersburg 2002.
- Kazimierz Bielecki, Krzysztof Czaplewski. "Szlakiem latarń morskich województwa pomorskiego." Wydawnictwo Region. Gdynia 2002.
- Krzysztof Czaplewski. "Locja morska. Wybrane publikacje nautyczne." Wydawnictwo Akademii Marynarki Wojennej. Gdynia 2002.
- Krzysztof Czaplewski. "The Method of using information of ship moving during fixing the landmark position." Revista del Instituto de Navegacion de Espana nr 16/2002, Hiszpania 2002
- Krzysztof Czaplewski. "The proposed method of filling navigational net on unknown land marks." Annual of Navigation nr 4/2002, Polska 2002
- Krzysztof Czaplewski. "The Optimization Method of Location Autonomous Element of the Aids to Navigation." The Report of Geodesy no 1/2002, Polska 2002"
- Krzysztof Czaplewski. "Использование методов робастного оцениваня в навигации." Navigation and Hydrography no 17/2003, Rosja 2003
- Krzysztof Czaplewski. "Method Of Expanding Of Set Of Costal Aids To Navigation." Atti dell’ Facoltá di Scienze e Tecnologie, tom LXVII, Włochy 2003
- Krzysztof Czaplewski. "The Observable Ship Position At Sea Determined By The Usage Of The Danish Attenuation Function." Revista del Instituto de Navegacion de Espana nr 19/2003, Hiszpania 2003
- Krzysztof Czaplewski, Zbigniew Wiśniewski. "Fixing The Observable Ship Position With The Usage Of Danish Attenuation Function." The Report of Geodesy no 1/2003, Polska 2003
- Krzysztof Czaplewski, Zbigniew Wiśniewski. "The Usage Of The Interactive Navigational Structure And The Robust Estimation For Fixing Sea Object Position." 11th IAIN World Congress, Niemcy 2003
- Krzysztof Czaplewski. "Weakening the Significance of False Measurements in Maritime Navigation." The European Journal of Navigation no. 1/2004, Holandia 2004
- Krzysztof Czaplewski, Mariusz Wąż. "The Using Of The Neural Networks And Robust Estimation Methods In Radar Navigation." 5th Russian Scientific - Technical Conference “The Present-Day State and Problems of Navigation and Oceanography”, Rosja 2004
- Kazimierz Bielecki, Krzysztof Czaplewski. "Szlakiem latarń morskich w województwa zachodniopomorskiego." Wydawnictwo Region. Gdynia 2004.
- Krzysztof Czaplewski, Mariusz Wąż. "Methods In Radar Navigation. Comparison and Robust Estimation." European Journal of Navigation no 5/2006, Holandia 2006
- Krzysztof Czaplewski, Andrzej Felski, Mariusz Wąż. "The New Concept of Autonomous Underwater Vehicle Navigation." European Navigation Conference, Wielka Brytania 2006
- Krzysztof Czaplewski, Zbigniew Wiśniewski. "Interactive Navigational Structures." 12th IAIN World Congress, Korea Płd. 2006